# Col de Sommeiller
De Col de Sommeiller (Italiaans: Colle del Sommeiller) is een bergpas in de Cottische Alpen op de Frans-Italiaanse grens. Het is de hoogste, met de auto (uitsluitend 4x4) te bereiken, bergpas van de Alpen. De Col de Sommeiller ligt ingebed tussen de Punta Sommeiller (3332 m) en Rognosa d'Etiache (3384 m). De pas is vernoemd naar Germain Sommeiller, de ingenieur die in 1857 de bouw van de Fréjus treintunnel leidde.
De weg werd geopend in 1962. In de jaren daarop werden de ski-installaties op de pashoogte in gebruik genomen. Deze werden in 1980 weer gesloten door het terugtrekken van de Sommeillergletscher en de constante problemen met de berijdbaarheid van de toegangsroute.
Het bergzadel is alleen vanuit het Italiaanse Bardonecchia via een smalle weg door het Valle Rochemolles te bereiken. Deze is tot de berghut Rifugio Camillo Scarfiotti (2156 m) in redelijke staat en voor de meeste voertuigen berijdbaar. Na het passeren van de berghut moeten over een afstand van 9 kilometer ruim 800 hoogtemeters overwonnen worden. Dit deel van de route, met een zwaar gehavend wegdek, voert met vele haarspeldbochten omhoog en is alleen geschikt voor terreinwagens en motoren. Het wegdek wordt jaarlijks door de motorclub Stella Alpina sneeuwvrij gemaakt en hersteld. Op de pashoogte ligt een klein bergmeer. Vanaf de Franse zijde is de Col de Sommeiller voor voertuigen onbereikbaar.
De pas is tussen juli en september altijd te berijden, maar in de zomermaanden is hij gesloten op donderdag.
Agnello · Aprica · Assietta · Baremone · Brenner · Brocon · Cadibona · Capannelle · Campolongo · Costalunga · Croce Dominii · Cuvignone · Duran · Esischie · Falzarego · Fauniera · Fedaia · Finestre · Forcola di Livigno · Foscagno · Gardena · Gavia · Giau · Giogo di Bala · Grote Sint-Bernhard · Jaufen · Joux · Kleine Sint-Bernhard · Lavaze · Leonessa · Lombarda · Maddalena · Manghen · Maniva · Mendel · Montgenèvre · Mont-Cenis · Monte Cristo · Mortirolo · Nigra · Nivolet · Penser Joch · Platigliolepas · Pfitscherjoch · Plöcken · Pordoi · Pratoriscio · Predil · Presolana · Reschen · Rolle · Sampeyre · San Carlo · San Marco · San Pellegrino · San Zeno · Scale · Sella · Sestriere · Sommeiller · Splügen · Staller Sattel · Staulanza · Stelvio · Tenda · Timmelsjoch · Tonale · Tre Croci · Tremalzo · Umbrail · Val Bighera · Valcavera · Valles · Valparola · Via del Sale · Vivione · Würz